# Steiner
Steiner je priimek v Sloveniji in tujini. Po podatkih Statističnega urada Republike Slovenije je na dan 1. januarja 2011 v Slovenji uporabljalo ta priimek 180 oseb.  

## Znani slovenski nosilci priimka
- Boštjan Steiner (1680—1748), matematik in astronom
- Ferdinand Steiner (?—1725), slikar in bakrorezec
- Štefan Steiner (1926—1981), teolog, univerzitetni učitelj in pesnik
- Veronika Steiner (umetniško ime Parvani Violet), pevka, multiinsstrumentalistka in avtorica glasbe

pa tudi
- Alojz Šteiner - generalmajor

## Znani tuji nosilci priimkaObservatorij Tičan
- George Steiner (1929—2020), ameriški literaturolog, esejist, filozof judovskega rodu
- Jakob Steiner (1796—1863), švicarski matematik
- Leonardo Ulrich Steiner (*1950), brazilski kardinal, nadškof Manausa v Amazoniji
- Max Steiner (1888—1971), ameriški skladatelj in avtor filmske glasbe avstrijskega rodu
- Milan Steiner (1894—1918), hrvaški slikar
- Rudolf Steiner (1861—1925), avstrijski filozof, pesnik, pisatelj, prevajalec
- Rudolf Stöger-Steiner von Steinstätten (1861—1921), avstrijski feldmaršal in politik
- Stjepan Steiner (1915—2006), hrvaški zdravnik, general, akademik in pedagog
- Walter Steiner (*1951), švicarski smučarski skakalec